# ブックシェルフ型

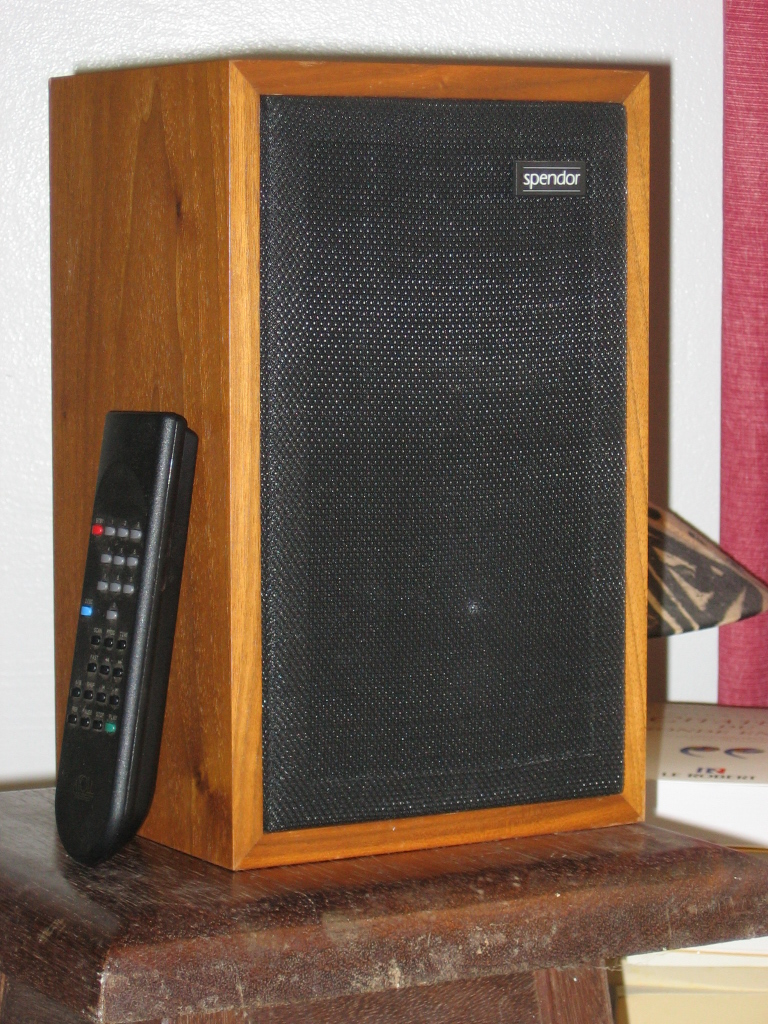
ブックシェルフ型スピーカー

ブックシェルフ型とは、スピーカーにおいて、小型で背の低いものを指す。ある程度持ち上げておくことを前提とした形である。名前は本棚に置くことを考えてのもので、かつては実際に本棚に置いた。

## 定義など
定義としてははっきりしたものはない。成美堂の1995、および2000ではスピーカを小型、中型、大型と分けた場合にブックシェルフは中型を指す、としているが、2009では小型および中型としている。
比較的背の低い（幅に対して全高が比較的低め）直方体の形状を持ち、底部に脚部のない形状のエンクロージャーは、小型のスピーカーシステムでは今も主流の方式である。かつては大型に近い大きさの筐体のものもあったが、現在はほとんど見かけなくなっている。上記1995では背丈が60cmほどのものまでこの範疇に含めている。

## 使用
小型のものでは本棚に収めたり、机やサイドボードなどの上に置いたりといった比較的自由な設置も可能である。ただしやはり脚がないため、直置きは推奨されない。
このタイプは、ウーファーの位置が相対的に低いため、床などの反射性の場所に直接置くと低音域が強調されてブーミーになりやすいので、特に大型のものでは床面から離して設置する必要があるが、小型のものでは低音域の不足を補うため、本棚の中とかサイドボード・テーブルなどの上に置いて低域反射を利用してその欠点を補う場合もある。
フロア型に比べ容積は少なめであるが、音響的には比較的素直で平坦な特性が得られるものが多い。
家具とスピーカーの間にインシュレータ（制振板）を敷いて低域反射を調整することが可能であり、特にオーディオ用に製作された製品も存在する。また、比較的高級なスピーカーには専用のスピーカースタンドが提供されている例が多く、その場合は組み合わせて床に置くことが可能である。